# Liste der Baudenkmäler in Tännesberg
Auf dieser Seite sind die Baudenkmäler in dem Oberpfälzer Markt Tännesberg zusammengestellt. Diese Tabelle ist eine Teilliste der Liste der Baudenkmäler in Bayern. Grundlage ist die Bayerische Denkmalliste, die auf Basis des Bayerischen Denkmalschutzgesetzes vom 1. Oktober 1973 erstmals erstellt wurde und seither durch das Bayerische Landesamt für Denkmalpflege geführt wird. Die folgenden Angaben ersetzen nicht die rechtsverbindliche Auskunft der Denkmalschutzbehörde.

## Ensembles

### Ensemble Marktplatz Tännesberg

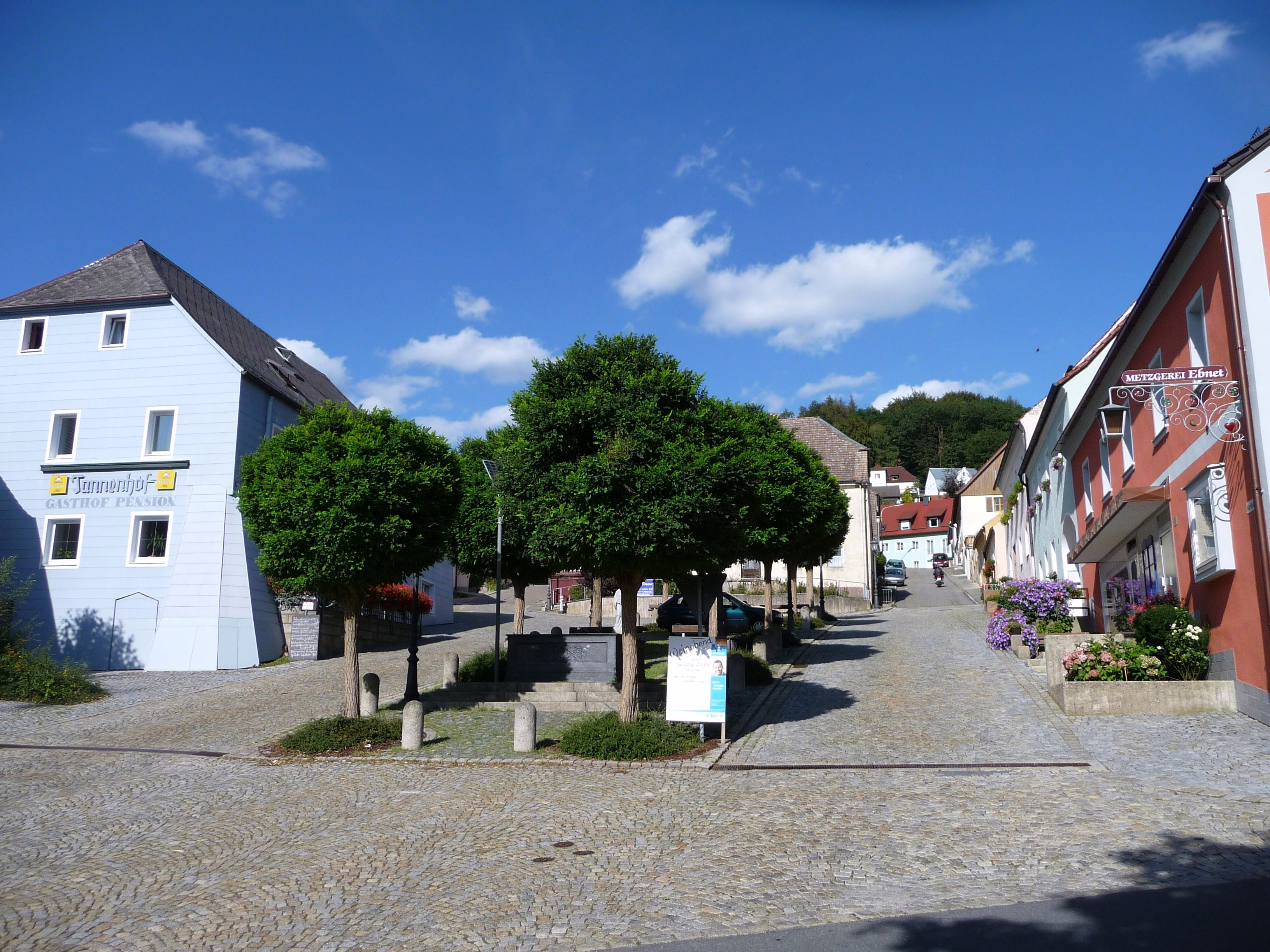

Der langgestreckte, zum Burgberg hin steil ansteigende Marktplatz verengt sich hangaufwärts staffelartig. Die Bebauung stammt überwiegend aus der Zeit nach dem Marktbrand von 1826, doch wurde auch vorhandener älterer Mauerbestand einbezogen, der zum Teil noch vor dem Brand von 1726 entstand. 
Die zweigeschossigen Häuser, vielfach mit Halbwalmdach, begrenzen meist traufseitig den Platz. Die barocke Pfarrkirche mit ihrem hohen Turm steht frei im unteren Teil des Marktes, auf dem oberen Teil der Brunnen mit der Johannes von Nepomuk-Figur. Von hier aus geht der Blick über die Dächer in die weite oberpfälzische Hügellandschaft. Unter dem Marktplatz befinden sich bemerkenswerte Kelleranlagen, die von den einzelnen Häusern aus zugänglich sind. 
Aktennummer: E-3-74-159-1

## Baudenkmäler nach Ortsteilen

### Tännesberg
| Lage                                                                | Objekt                             | Beschreibung | Akten-Nr.     | Bild           |
| ------------------------------------------------------------------- | ---------------------------------- | --- | ------------- | -------------- |
| Berggasse 10 (Standort)                                             | Hauskeller                         | Zugehöriger gemauerter Hauskeller, wohl 18. Jahrhundert, Felsenkeller, wohl 2. Hälfte 19. Jahrhundert nicht nachqualifiziert | D-3-74-159-10 | BW             |
| Hafnergasse 3 (Standort)                                            | Kelleranlage                       | Zugehörige Kelleranlage mit Haus- und Außeneingang, wohl 2. Hälfte 19. Jahrhundert, vier Felsenkellerabschnitte mit Quellstollen nicht nachqualifiziert, im BayernViewer-denkmal nicht kartiert | D-3-74-159-9  | BW             |
| Kirchhofgasse 8 (Standort)                                          | Friedhofskapelle                   | wohl 18. Jahrhundert, Grabdenkmäler 19./20. Jahrhundert, Grabmal Pürner, 1837, mit auferstandenem Christus über schlafenden Grabwächtern | D-3-74-159-14 | BW             |
| Marktplatz (Standort)                                               | Brunnen                            | mit Figur hl. Johannes von Nepomuk, bezeichnet 1881 | D-3-74-159-16 | BW             |
| Marktplatz, beim Friedhofseingang (Standort)                        | Kriegerdenkmal                     | Sockel mit Löwe, um 1920 | D-3-74-159-15 | Kriegerdenkmal |
| Marktplatz 1 (Standort)                                             | Katholische Pfarrkirche St Michael | 18. Jahrhundert mit älterem Kern, nach dem Marktbrand 1826 wiederhergestellt; mit Ausstattung | D-3-74-159-3  | weitere Bilder |
| Marktplatz 3 (Standort)                                             | Ehemaliges Benefiziatenhaus        | traufständiger, symmetrisch gegliederter Satteldachbau, ornamentierte Türrahmung aus Granit bezeichnet 1826 | D-3-74-159-5  | BW             |
| Marktplatz 4 (Standort)                                             | Gasthaus                           | mit einseitigem Halbwalmdach und gewölbtem Keller, Türsturz bezeichnet 1826; zugehöriges Stallgebäude, im Kern frühes 19. Jahrhundert. Die Wirtsleute Angelika und Max Völkl des heutigen Wirtshaus Lederer & Scheune wurden für die Sanierung 2015 mit dem Denkmalpreis des Bezirks Oberpfalz ausgezeichnet. | D-3-74-159-47 | BW             |
| Marktplatz 5 (Standort)                                             | Wohnhaus                           | verputzter Massivbau mit Halbwalmdach, Backofen; 18. Jahrhundert | D-3-74-159-48 | BW             |
| Marktplatz 8 (Standort)                                             | Gasthof "Zur Sonne"                | Putzbau mit Halbwalmdach, 1826 unter Einbeziehung älterer Teile; Anbau, bezeichnet 1768; Scheune mit Keller, bezeichnet 1754 | D-3-74-159-6  | BW             |
| Marktplatz 14 (Standort)                                            | Gasthof                            | Putzbau mit Halbwalmdach und Stützpfeilern, gewölbter Hauskeller, im Kern wohl 17. Jahrhundert, Felsenkeller mit langem Ausflussstollen, wohl nach 1826 | D-3-74-159-7  | BW             |
| Marktplatz 22, 23 (Standort)                                        | Mauerzug                           | Bruchsteinmauerwerk, wohl 1570; in modernes Hofgebäude integriert | D-3-74-159-1  | BW             |
| Marktplatz 23 (Standort)                                            | Traufseithaus                      | mit Tordurchfahrt und Halbwalmdach, im Kern 17. Jahrhundert, Hauskeller, 17. Jahrhundert, bruchsteingewölbt | D-3-74-159-11 | BW             |
| Oberviechtacher Straße ()                                           | Kruzifixus                         | mit Gusseisenfiguren, 2. Hälfte 19. Jahrhundert | D-3-74-159-18 |                |
| Oberviechtacher Straße (Standort)                                   | Kruzifixus                         | mit Gusseisenfiguren, 2. Hälfte 19. Jahrhundert | D-3-74-159-19 | BW             |
| Raiffeisenstraße 2 (Standort)                                       | Wohnhaus                           | nördliche Hälfte eines Doppelhauses, zweigeschossig mit Satteldach, Nordgiebel mit Krüppelwalm, Wiederaufbau eines barocken Gebäudes nach dem Stadtbrand von 1826. Teile der barocken Ausstattung im Innern erhalten. Ornamentierte Türrahmung aus Granit, um 1826                                            | D-3-74-159-4  | BW             |
| Tiefe Gasse 10 (Standort)                                           | Ehemalige Gaststätte               | Satteldachbau, im Inneren an Holzdecke bezeichnet 1798; im Kern älter; Tiefbrunnenschacht, wohl 18. Jahrhundert; nahe der hinteren Hofeinfahrt | D-3-74-159-13 | BW             |
| Burswinkelweg; Mitterbergweg ()                                     | Bildstock                          | schlanker Granitschaft, Laterne rundbogig geschlossen und mit Kugelaufsatz, wohl 18./19. Jahrhundert; an der Danzlwiese. | D-3-74-159-25 |                |
| bei der Färberbeckenwiese ()                                        | Steinbildstock                     | wohl 18. Jahrhundert | D-3-74-159-27 |                |
| Gartenfeld (Standort)                                               | Steinbildstock                     | Laterne über Rundsäule, 18. Jahrhundert, an der B 22 Richtung Großenschwand | D-3-74-159-24 | BW             |
| am Hechtenrangen; Kr NEW 40 ()                                      | Bildstock                          | Granitschaft, Laterne mit rechteckigem Bildfeld und Rundbogenabschluss, wohl Anfang 18. Jahrhundert | D-3-74-159-26 |                |
| Schloßberg (Standort)                                               | Kalvarienberg-Anlage               | 1817, erneuert um 1925 durch Karl Burger; 14 Kreuzwegstationen, 1817, Schaftbildstöcke aus Granit, mit Reliefs um 1925; Nische mit Holzfigur Christus an der Martersäule; Hl. Grab, um 1817, mit erneuerten Figuren; Kruzifixus aus Gusseisen, Anfang 20. Jahrhundert; auf dem Burgstall am Schloßberg        | D-3-74-159-17 | weitere Bilder |
| Schloßberg (an Waldweg südöstlich unterhalb des Kalvarienberges) () | Vier Totenbretter                  | Holz mit Inschrifte und Malerei, unter anderem bezeichnet 1928 | D-3-74-159-21 |                |
| an der Straße nach Böhmischbruck ()                                 | Wegkreuz                           | bezeichnet 1900; außerhalb des Ortes an der Straße nach Böhmischbruck nicht nachqualifiziert, im BayernViewer-denkmal nicht kartiert | D-3-74-159-23 |                |
| Kr NEW 39 ()                                                        | Bildstock                          | Granitschaft mit Sockel, Laterne mit halbrund geschlossenem Bildfeld, wohl 19. Jahrhundert | D-3-74-159-64 |                |

### Großenschwand
| Lage                                                      | Objekt                             | Beschreibung                                                                        | Akten-Nr.     | Bild |
| --------------------------------------------------------- | ---------------------------------- | ----------------------------------------------------------------------------------- | ------------- | --- |
| Großenschwand 10 (Standort)                               | Bauernhaus                         | Wohnteil eines Bauernhauses, um 1800                                                | D-3-74-159-28 | BW |
| Großenschwand 32 (Standort)                               | Bauernhaus, sogenanntes Hirtenhaus | eingeschossiger Satteldachbau, massiv mit Granitgewänden, 1. Hälfte 18. Jahrhundert | D-3-74-159-67 | BW |
| bei der Dorfkapelle (Standort)                            | Dorfkreuz                          | mit Holzfiguren, wohl 19. Jahrhundert                                               | D-3-74-159-30 | BW |
| B 22 (bei der Bushaltestelle) (Standort)                  | Steinbildstock                     | wohl 19. Jahrhundert                                                                | D-3-74-159-33 | [[Vorlage:Bilderwunsch/code!/C:49.5427,12.3095!/D:B 22 (bei der Bushaltestelle), Steinbildstock!/\|BW]] |
| B 22 (westlich der Bushaltestelle) (Standort)             | Kruzifix                           | auf Steinsockel, um 1900, neubarock                                                 | D-3-74-159-31 | Kruzifix                                                                                                |
| Hennerfeld, am Ortsausgang Richtung Tännesberg (Standort) | Steinbildstock                     | wohl Anfang 19. Jahrhundert                                                         | D-3-74-159-34 | BW |
| In Großenschwand (Standort)                               | Gemauerter Bildstock               | bezeichnet 1785, Dreifaltigkeitsbild; am Ortsausgang Richtung Weinrieth             | D-3-74-159-32 | Gemauerter Bildstock                                                                                    |

### Karlhof
| Lage         | Objekt                                     | Beschreibung | Akten-Nr.     | Bild |
| ------------ | ------------------------------------------ | --- | ------------- | ---- |
| Karlhof 1 () | Ehemaliges Wohnstallhaus eines Bauernhofes | eingeschossiger massiver Satteldachbau über Sockelgeschoss, in Bruchsteinmauerwerk, mit daran angegliedertem Stadel in Holzbauweise, im Kern um 1850, Stadel um 1927/28 erweitert; Stallstadel, eingeschossiger Satteldachbau mit Kniestock, in Holzständerkonstruktion, um 1927/28, mit erhaltenen Teilen des nördlich angegliederten Pferdestalls in Blockbauweise, um 1934 | D-3-74-159-68 |      |

### Kaufnitz
| Lage                  | Objekt                                                               | Beschreibung                                                          | Akten-Nr.     | Bild                                                                 |
| --------------------- | -------------------------------------------------------------------- | --------------------------------------------------------------------- | ------------- | -------------------------------------------------------------------- |
| Kaufnitz 1 (Standort) | Dorfkreuz                                                            | mit Holzfiguren, wohl 19. Jahrhundert                                 | D-3-74-159-35 | BW                                                                   |
| Kaufnitz 1 ()         | Kapellenbildstock, mit kastenförmiger Bildnische und Flachsatteldach | Granit bezeichnet 1887, im Inneren Holzfigur hl. Johannes von Nepomuk | D-3-74-159-37 | Kapellenbildstock, mit kastenförmiger Bildnische und Flachsatteldach |

### Kleinschwand
| Lage                                          | Objekt          | Beschreibung | Akten-Nr.     | Bild            |
| --------------------------------------------- | --------------- | --- | ------------- | --------------- |
| am Ortsausgang Richtung Tännesberg (Standort) | Schaftbildstock | Granit, mit Kruzifix, 2. Hälfte 19. Jahrhundert; am Ortsausgang Richtung Tännesberg                                        | D-3-74-159-39 | Schaftbildstock |
| Von Kleinschwand nach Voitsberg (Standort)    | Wegkreuz        | Wegkreuz, Gusseisenkruzifix mit trauernder Muttergottes, auf Granitsockel mit Inschrift, neugotisch, bezeichnet mit "1903" | D-3-74-159-63 | BW              |

### Pilchau
| Lage                  | Objekt      | Beschreibung                                  | Akten-Nr.     | Bild           |
| --------------------- | ----------- | --------------------------------------------- | ------------- | -------------- |
| In Pilchau (Standort) | Dorfkapelle | 1850, mit erneuertem Dachreiter; in Ortsmitte | D-3-74-159-40 | weitere Bilder |

### Sankt Jodok
| Lage                          | Objekt                           | Beschreibung                                                | Akten-Nr.     | Bild           |
| ----------------------------- | -------------------------------- | ----------------------------------------------------------- | ------------- | -------------- |
| St.-Jodok-Kirche 1 (Standort) | Kath. Wallfahrtskirche St. Jodok | 1689, Langhaus mit Portikus und Dachreiter; mit Ausstattung | D-3-74-159-41 | weitere Bilder |

### Tanzmühle
| Lage                   | Objekt                       | Beschreibung | Akten-Nr.     | Bild           |
| ---------------------- | ---------------------------- | --- | ------------- | -------------- |
| Tanzmühle 4 (Standort) | Pumpspeicheranlage Tanzmühle | zugehörig zur Pumpspeichergruppe Jansen an der Pfreimd, Krafthaus mit Turbinenhalle, Empfangshalle und Schaltwarte mit Ausstattung, zwei ineinandergeschobene Kuben aus Stahlbetonstützen mit Ziegelmauerwerk und Granitplattenverkleidung in Rot- und Ockertönen, figürlicher Fassadenschmuck aus Kupfer; Staumauer; Hangstützmauer; 1954-55, erweitert 1957-1960; nach Plänen des Architekten Alwin Seifert errichtet | D-3-74-159-59 | weitere Bilder |

### Weinrieth
| Lage                                      | Objekt      | Beschreibung                                            | Akten-Nr.     | Bild        |
| ----------------------------------------- | ----------- | ------------------------------------------------------- | ------------- | ----------- |
| In Weinrieth, beim Glockenturm (Standort) | Dorfkreuz   | mit Holzfiguren, wohl 19. Jahrhundert; beim Glockenturm | D-3-74-159-44 | BW          |
| In Weinrieth (Standort)                   | Glockenturm | verschalte Holzkonstruktion, wohl nach 1900             | D-3-74-159-43 | Glockenturm |
| In Weinrieth (Standort)                   | Dorfkapelle | bezeichnet 1866                                         | D-3-74-159-42 | Dorfkapelle |

### Woppenrieth
| Lage                      | Objekt                   | Beschreibung | Akten-Nr.     | Bild           |
| ------------------------- | ------------------------ | --- | ------------- | -------------- |
| Woppenrieth 5 ()          | Dorfkreuz                | Holzkruzifix mit Schmerzensmutter, Figuren farbig gefasst, wohl 19. Jahrhundert im BayernViewer-denkmal nicht kartiert | D-3-74-159-46 | Dorfkreuz      |
| Woppenrieth 11 (Standort) | Kath. Kirche St. Emmeram | 18. Jahrhundert; mit Ausstattung                                                                                       | D-3-74-159-45 | weitere Bilder |

## Ehemalige Baudenkmäler
In diesem Abschnitt sind Objekte aufgeführt, die früher einmal in der Denkmalliste eingetragen waren, jetzt aber nicht mehr. Objekte, die in anderem Zusammenhang also z. B. als Teil eines Baudenkmals weiter eingetragen sind, sollen hier nicht aufgeführt werden. Aktennummern in diesem Abschnitt sind ehemalige, jetzt nicht mehr gültige Aktennummern.

| Lage                                                     | Objekt                              | Beschreibung | Akten-Nr.     | Bild           |
| -------------------------------------------------------- | ----------------------------------- | --- | ------------- | -------------- |
| Tännesberg Färberbäckergasse 1; Marktplatz 15 (Standort) | Wohnhaus                            | 17./18. Jahrhundert; dreischiffig gewölbter Stall, bezeichnet 1841; Ausnahmshaus, Haus- und Stallkeller, wohl 17. Jahrhundert, Felsenkeller wohl 1. Hälfte 19. Jahrhundert | D-3-74-159-8  | BW             |
| Tännesberg Marktplatz 24 (Standort)                      | Steinplatte                         | bezeichnet mit "1626"; an der Südseite eingemauert | D-3-74-159-12 | BW             |
| Tännesberg beim Kalvarienberg (Standort)                 | Bildstock                           | mit Marienfigur, um 1900 | D-3-74-159-20 | BW             |
| Tännesberg Schloßberg (Standort)                         | Wall und Graben der ehemaligen Burg | mittelalterlich, Mauerreste in geringer Höhe, überwachsen, am südlichen Plateau ehemaliger Bergfried, jetzt Kalvarienberg (siehe dort)                                     | D-3-74-159-2  | weitere Bilder |
| Tännesberg am Weg nach Sankt Jodok ()                    | Zwei Kruzifixe                      | Gusseisen, um 1900 | D-3-74-159-22 |                |
| Großenschwand Großenschwand 22 (Standort)                | Türrahmung                          | bezeichnet 1810 | D-3-74-159-29 | BW             |
| Kaufnitz im Hännermühltal bei der Kaufnitzmühle ()       | Kreuz                               | mit Holzfiguren, wohl 1. Hälfte 19. Jahrhundert | D-3-74-159-36 | Kreuz          |
| Kleinenschwand an der alten Straße nach Böhmischbruck () | Steinsäule                          | mit Figur Johannes von Nepomuk, wohl Mitte 18. Jahrhundert | D-3-74-159-38 |                |